# Гундагар
Гундагар (лат. Gundahar; приб. 385 — 436) — король бургундів (не пізніше 406–436; від 413 року — король Королівства бургундів зі столицей у Вормсі). Є прообразом Гунтера, який фігурує в середньовічній епічній поемі «Пісня про Нібелунгів» та в інших легендарних переказах.

## Біографія
Свідчення про походження Гундагара збереглися у вступі до складеної на початку VI століття Бургундської правди, а також у численних германських та скандинавських переказах, пов'язаних з героями епосу про Нібелунгів. Згідно з цими даними, батьком Гундагара був король Гібіка, можливо, перший правитель, який об'єднав під своєю владою розрізнених до цього бургундів. Припускають, що час його правління припадав на кінець IV століття, після чого трон бургундів послідовно посідали три його сини, Гундомар, Гізельгер та Гундагар. Дата початку правління останнього з них невідома, але це відбулося ще до переходу бургундів через Майн 31 грудня 406 року.
Коли вандали, алани та свеви вторглись у Галлію, бургунди на чолі з Гундагаром зайняли Майнц та прилеглу долину Рейну. Тут 411 року король бургундів разом з царем аланів Гоаром підняли повстання проти імператора Гонорія. Союзники проголосили новим імператором галльського магната Йовіна, після чого бургунди здійснили похід у провінцію Нижня Германія. Після загибелі Йовіна у війні з вестготами Атаульфа, 413 року бургунди були визнані Західною Римською імперією, федератами й отримали місця для поселення в районі Вормса, створивши тут своє нове королівство. В той самий час бургунди приймають християнство, але питання залишається спірним — чи то у формі аріанства чи католицтва. В будь-якому випадкові, в їх пізніших поселення в Сабаудії вони виступали як християни аріанського спрямування.
435 року Гундагар напав на римську провінцію Белгіка, але західно-римський полководець Флавій Аецій з військом, яке складалося з гунів, герулів, франків та аланів, переміг його. Наступного року гунське військо (невідомо, чи з власної ініціативи, чи ж за дорученням Аеція, але, принаймні, з його згоди) розгромили королівство бургундів на Рейні. В цій битві була знищена значна частина бургундського племені й було вбито короля Гундагара з братами. Загибель бургундів, які населяли область Вормсу, стала основою створеної пізніше «Пісні про Нібелунгів», де Гундагара було названо королем Гунтером.
Частина бургундів продовжувала жити в поселеннях на правому березі Рейну. 451 року вони мусили вирушити за королем гунів Аттілою в його поході в Галлію. Залишки бургундського племені, які уникли знищення 436 року, Аецій знову помістив 443 року як римських федератів у області Сабаудія.